# Tricot (stof)

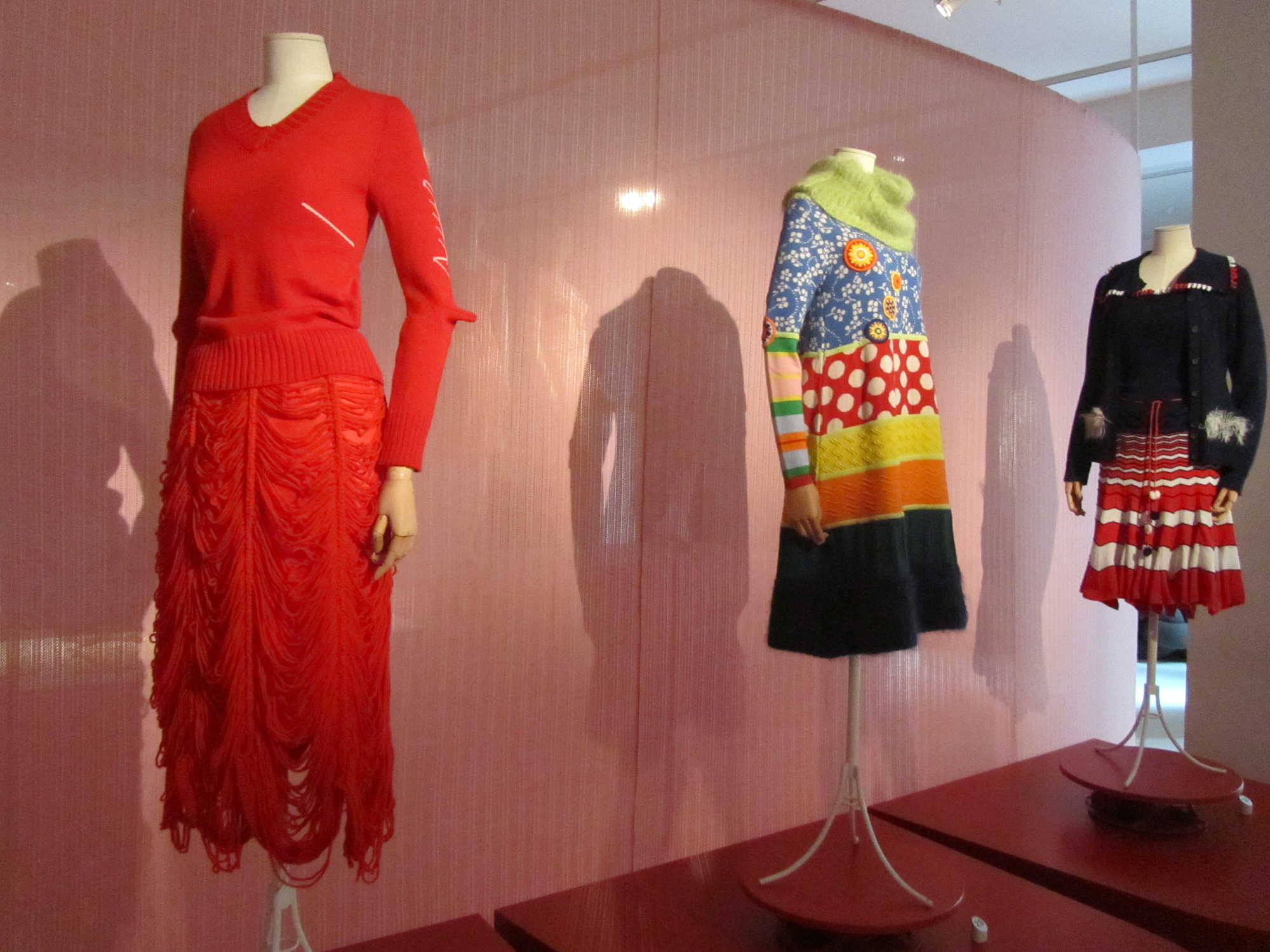
Tricot in Modemuseum Antwerpen

Tricot is een stof van fijn breiwerk dat van elk willekeurig garen kan zijn gemaakt, dus zowel van wol en katoen als van nylon, rayon en dergelijke. De machinale vervaardiging van tricot stof geschiedt op breimachines. Bij het handmatig breien maakt men gebruik van de tricotsteek. De industrie die tricot vervaardigt, wordt tricotage-industrie genoemd. Zij is een onderdeel van de textielindustrie.
De term jersey wordt vooral in Engelstalige landen gehanteerd. Het gaat in beide gevallen om dezelfde breitechniek.
Tricot stof heeft meer rek en is elastischer dan geweven stof, dankzij de breisteek. Vaak wordt aan tricot stoffen nog wel elasthaan, spandex of lycra toegevoegd. Deze toevoeging zorgt ervoor dat de elastische stof mooi in model blijft na het wassen.
De term tricot wordt ook gebruikt voor het kledingstuk dat uit de stof tricot is vervaardigd; vaak betreft het ondergoed, badkleding, truien, T-shirts, vesten en dergelijke. De term tricot komt van het Franse werkwoord Tricoter, wat breien betekent.
Omdat de tricotsteek sterk krult wordt een breiwerk in tricotsteek aan onder- en bovenzijde vaak afgewerkt door een boordsteek.

## Trivia
De gele trui voor de wielrenners van de Tour de France wordt wel het gele tricot genoemd.